# James Silk Buckingham

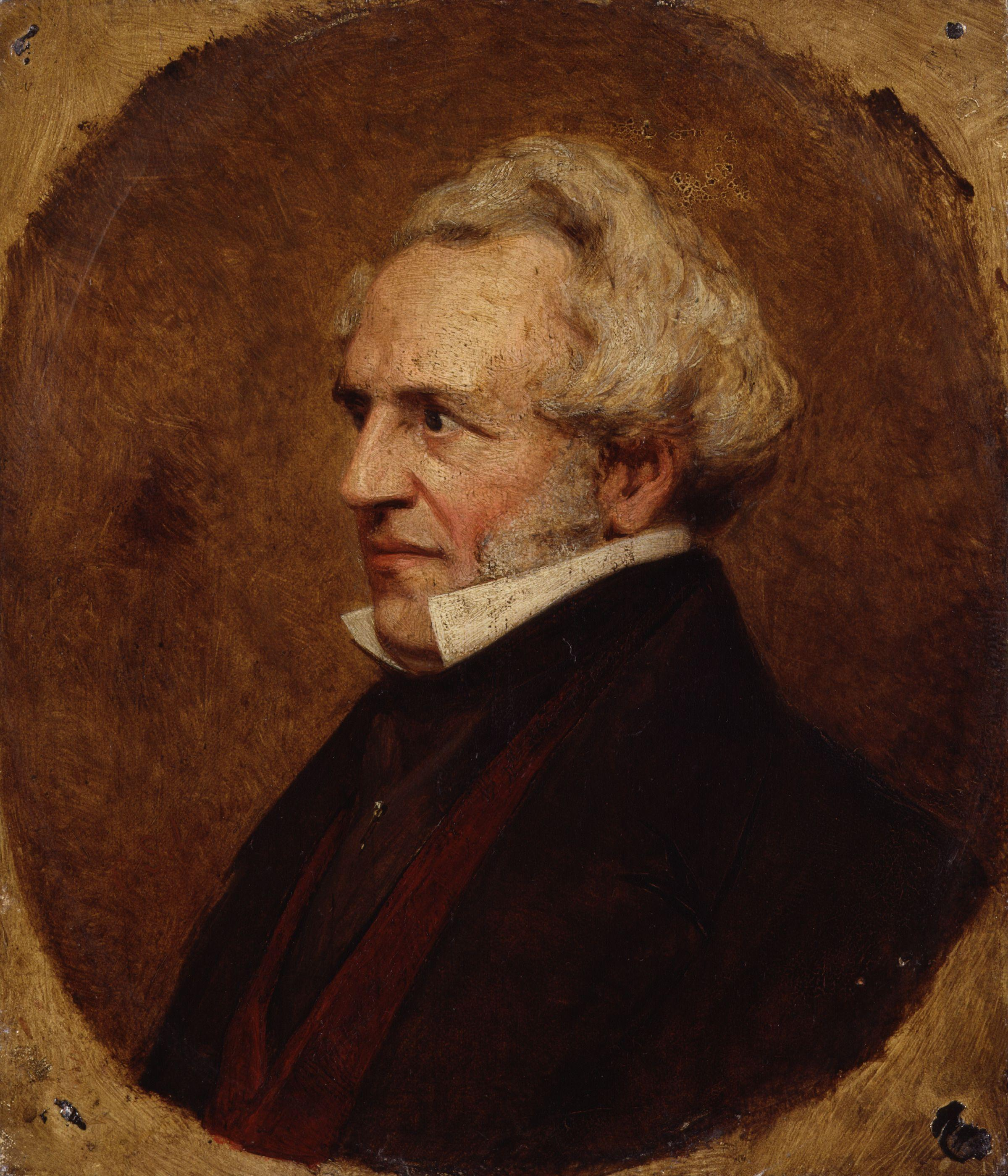
James Silk Buckingham.

James Silk Buckingham, född den 25 augusti 1786 i Flushing nära Falmouth, död den 30 juni 1855 i London, var en engelsk reseskildrare och publicist. Han var far till Leicester Silk Buckingham. 
Buckingham sändes vid tio års ålder till sjöss och slog sig efter många års ständiga resor ned i Calcutta, där han 1818 grundade en tidning, Calcutta Journal, vilken 1823 indrogs på grund av den skarpa kritik Buckingham där övade mot Ostindiska kompaniets förvaltning. Han landsförvisades samtidigt från Indien och fick först långt senare upprättelse samt en pension av kompaniet. Återkommen till England utgav Buckingham 1824–1829 Oriental Herald and Colonial Review och deltog i flera andra tidskriftsföretag, bland annat i grundandet av den ledande litterära tidskriften The Athenaeum (1828), vars redaktör han dock blott en kortare tid var. Åren 1832–1837 var Buckingham medlem av underhuset och uppträdde ivrigt för sociala reformer, nykterhetssträvanden, prygelstraffets avskaffande i här och flotta och så vidare. Sedermera gav han sig ånyo ut på vidsträckta resor, särskilt i Nordamerika, och författade en mängd resebeskrivningar, som vann vidsträckt spridning, och för vilka han 1851 belönades med en statspension. Av hans självbiografi utkom två delar 1855; delarna 3–4 är outgivna.